# San Vicente del Raspeig
San Vicente del Raspeig in castigliano e Sant Vicent del Raspeig in valenciano è un comune spagnolo situato nella comunità autonoma Valenciana.